# Anjoma Nandihizana
Anjoma Nandihizana est une commune urbaine malgache située dans la partie centre-est de la région d'Amoron'i Mania.